# Zola amplificata
Zola amplificata là một loài bướm đêm trong họ Geometridae.